# Risto Heikki Ryti
Risto Heikki Ryti (Huittinen, 1889- Helsinki, 1956) fue un político finlandés, quinto presidente de la República de Finlandia (1940-1944), licenciado en derecho, quien gobernó su patria durante los años cruciales de la Segunda Guerra Mundial. 

## Carrera
Ryti estudio leyes en la Universidad de Helsinki en 1906 y tras su graduación tres años después se estableció como abogado de grandes empresas, especializado en temas comerciales y financieros. En 1914 Ryti continuó estudios en Oxford, Gran Bretaña, debiendo volver apresuradamente a su país ante el inicio de la Primera Guerra Mundial. Durante la proclamación de la independencia de Finlandia en 1917 y la posterior guerra civil finlandesa, Ryti estuvo alejado de la política pero ello cambió cuando en 1919, al acabar la guerra, el académico Kaarlo Juho Ståhlberg fue elegido presidente de Finlandia y éste convocó a Ryti para participar en la administración.
Ryti fue miembro del parlamento de Finlandia varias veces entre 1919 y 1929, y pronto destacó por proponer políticas liberales, abogando por reducir la participación estatal en la economía. Ryti estuvo de presidente del consejo de administración del Banco de Finlandia y tenía reputación internacional como político monetario, sosteniendo principios basados en las experiencias de Gran Bretaña y Estados Unidos. Durante la Gran Depresión de la década de 1930, Ryti propuso políticas de apoyo social para toda la población, dando forma al estado del bienestar, pero manteniendo una gran desconfianza hacia los principios económicos del socialismo. Las ideas liberales de Ryti, así como sus experiencias personales con la "rusificación de Finlandia" y luego con la guerra civil finlandesa, le imprimieron un fuerte contenido antisoviético a sus políticas, aunque también sentía un fuerte rechazo hacia el fascismo que empezaba a manifestarse como corriente política por toda Europa.
Cuando empezó la Guerra de Invierno de Finlandia contra la Unión Soviética el 30 de noviembre de 1939, Ryti formó parte del gobierno finlandés como primer ministro, aliándose con el Partido Socialdemócrata de Finlandia, siendo presidente Kyösti Kallio. Cuando Kallio dimitió por motivos de salud, Ryti fue elegido presidente de Finlandia el 19 de diciembre de 1940.

## Segunda Guerra Mundial
Al presidente Ryti le incumbió un período difícil de la historia finlandesa, cuando, el 25 de junio de 1941, empezó la Guerra de Continuación que volvió a enfrentar a Finlandia y la Unión Soviética. Ryti era ideológicamente partidario de las democracias capitalistas como Gran Bretaña o Estados Unidos, y no sentía simpatías por una alianza con el Tercer Reich, pero la delicada situación del país y el realismo político del mariscal Carl Mannerheim le movieron a aceptar un pacto de ayuda militar con la Alemania nazi, aunque cuidando que el Tercer Reich no trate de influir en la política interna de Finlandia. Como resultado, Finlandia se tornó en zona de tránsito para las fuerzas de la Wehrmacht durante la Operación Barbarroja, permitiéndose la instalación de unas pocas bases alemanas en el país, mientras las fuerzas armadas finlandesas participaban en las operaciones contra el Ejército Rojo.
En la última fase de la guerra, en junio de 1944, el Ejército Rojo había lanzado una ofensiva masiva en el extremo norte del frente oriental, que estuvo a punto de quebrantar la defensa finlandesa en concordancia con la Operación Bagratión. Ante esta situación, Ryti se comprometió personalmente, mediante una carta dirigida al ministro alemán de exteriores, Joachim von Ribbentrop, a que Finlandia mantendría su alianza bélica con Alemania y que no empezaría negociaciones de paz sin el consentimiento del gobierno nazi. Por dicho compromiso, llamado en Finlandia "Acuerdo Ryti-Ribbentrop", Alemania envió ayuda militar a Finlandia, lo que ayudó en contrarrestar la ofensiva soviética en el istmo de Carelia.
No obstante, en Finlandia se alegó que Ryti había otorgado el compromiso en nombre propio y en una carta no autenticada, sin el consentimiento del parlamento finlandés y, así, se había excedido en el uso de sus poderes constitucionales. Al reiniciarse las ofensivas soviéticas y ser evidente la total derrota alemana en la Ofensiva del Báltico, el presidente Ryti dimitió el 1 de agosto de 1944. El nuevo régimen, presidido por el propio mariscal Mannerheim, declaró que la promesa de Ryti no podía comprometer a Finlandia, y por tanto el país había quedado libre de la alianza militar con Alemania. Finlandia empezó así las negociaciones de paz y las acciones bélicas contra los soviéticos cesaron en septiembre de 1944, para empezar de inmediato la Guerra de Laponia, donde el Ejército Rojo cruzó territorio finlandés para atacar a las fuerzas alemanas situadas en el norte de Noruega.

## Últimos años
Después de la guerra, la Unión Soviética logró que Finlandia renunciara definitivamente a todo reclamo sobre Carelia y pagase una enorme indemnización de guerra, además el gobierno soviético exigió que los "culpables finlandeses de la guerra" fuesen juzgados. En los juicios celebrados en 1946, Ryti fue condenado a 10 años de prisión. No obstante, según la opinión popular en Finlandia dichos procesos eran una "justicia impuesta" por los vencedores y, cuando habían pasado los llamados "años de peligro", cuando se temía una nueva invasión desde la URSS, Ryti fue indultado en 1949 por el nuevo presidente, Juho Paasikivi. 
Durante la guerra fría, que en Finlandia se tradujo en cierta autocensura (véase finlandización), la figura de Ryti quedó en el olvido, mientras el mismo Ryti se negó a participar nuevamente en política, dedicándose a la vida académica hasta su muerte en octubre de 1956. Desde finales del siglo XX su figura política se ha rehabilitado y se le ha considerado a Ryti como uno de los políticos que salvó a Finlandia de la ocupación soviética, por lo que tuvo que pagar un alto precio personal.